# Мале Танаково
Мале Тана́ково (рос. Малое Танаково, марій. Шавыксола) — присілок у складі Новотор'яльського району Марій Ел, Росія. Входить до складу Масканурського сільського поселення.

## Населення
Населення — 19 осіб (2010; 19 у 2002).
Національний склад (станом на 2002 рік):
- марійці — 100 %